# 원피스: 데드 엔드의 모험
원피스 - 데드엔드의 모험(ONE PIECE THE MOVIE デッドエンドの冒険)은 원피스의 극장판 시리즈의 네 번째 작품이다. 2003년에 개봉하였다.
대한민국에는 ㈜토트엔터테인먼트가 도에이 애니메이션과 계약을 체결하여 작품을 수입하였고, 극장 개봉 또는 DVD 출시를 계획하였으나 성사되지 못하였다. 이후 케이블 TV 채널 투니버스가 현지화를 진행한 한국어 더빙으로 방영하였다.

## 원피스 본편 스토리와의 연관성과 흐름
말 그대로 극장판이기 때문에 스토리와 연관을 지을 필요는 없지만 시기적으로 보면 알라바스타왕국 스토리 이후 그리고 모크 타운 도착 전 시점으로 보인다.

## 한국어 더빙 제작진
목소리 출연
- 강수진 - 루피 役
- 정미숙 - 나미 役
- 박성태 - 상디 役
- 김승준 - 조로 役
- 김소형 - 우솝 役
- 박영남 - 쵸파 役
- 소연 - 로빈 役
- 민응식 - 가스파데 役
- 홍승표 - 슬라이어 役
- 설영범 - 비엘라 役
- 김현지 - 오소리 役
- 김영찬 - 거인 쵸파 役
- 홍시호 - 샹크스 役
- 현경수 - 가스파데 졸개 1 役
- 최지훈 - 가스파데 졸개 2 役
- 최승훈 - 가스파데 졸개 3 役
- 이호산 - 가스파데 졸개 4 役

우리말 제작
- 종합편집 : 이지혜
- 번역 : 이서린
- 녹음, 믹싱 : 이창휘
- 연출 : 김이경
- 우리말 제작 : 투니버스